# جان ميتشيل
جان ميتشيل (بالإنجليزية: Jan Mitchell)‏ هي رسامة أسترالية، ولدت في 1940، وتوفيت في 2008.